# Bazilika sv. Kvirina u Sisku
Bazilika sv. Kvirina u Sisku moderna je rimokatolička crkva u Sisku. Posvećena je ranokršćanskom biskupu Kvirinu i nosi naslov manje bazilike.
Nakon početnih razmišljanja 1994. godine o intenzivnijem štovanju zaštitnika toga kraja, Zagrebačka nadbiskupija 1996. godine raspisuje natječaj za izgradnju nove crkve. Pobijedio je arhitekt Ivan Antolić iz Zagreba, koji je već izgradio nekoliko crkava u regiji. Crkva je dovršena 2003. godine. 
Godine 2014. papa Franjo dodijelio je crkvi titulu manje bazilike. Papinski nuncij Alessandro D'Errico predvodio je 4. lipnja 2014. pontifikalnu misu, na blagdan zaštitnika Sisačke biskupije i grada Siska, te je u pozdravu istaknuo kako nije očekivao da će zahtjev za naslov bazilike biti prihvaćen u tako kratkom vremenu. Sisački biskup Vlado Košić podnio je zahtjev krajem siječnja Kongregaciji za bogoštovlje, koja je već 18. ožujka pozitivno odgovorila.
Antolićev monumentalni i ekspresivni dizajn zauzima prostor od 40×24 metra. Crkveni prostor od 450 četvornih metara nudi 380 sjedećih i 1000 stajaćih mjesta. Bazilika je izgrađena od armiranog betona, a njome dominira zvonik iznad ulaznog prostora visine 36,8 metara, koji s križem doseže 42 metra. U predvorju i apsidama oko uzdignutog kora korišteni su elementi klasične bazilike. Natkriveno predvorje namijenjeno je za oltar za mise u predvorju.